# Принсипи, Джо
Джо Принсипи (англ. Joe Principe; род. 14 ноября 1974) — бас-гитарист, бэк-вокалист и один из основателей американской панк-рок-группы Rise Against. Джо также является веганом и участником организации PETA, вместе с Тимом Макилротом и Заком Блэром.

## Биография
Джо Принсипи начал свою музыкальную карьеру в возрасте 15 лет, учась играть буквально на слух. Кумирами его были Bad Religion, Minor Threat, Bad Brains, Descendents и прочие подобные группы. Принсипи учился в Holy Cross High School.
Весной и летом 1994-го Принсипи некоторое время работал в Rotz Records, на их печально известном подвальном складе. Уволили Джо за неправильно упакованные диски; кстати, упаковывать Принсипи должен был третий альбом группы The Offspring, Smash (альбом).

## Музыкальная карьера

### 88 Fingers Louie (1993—1999)
В 1993 Джо вместе с Dom Vallone, Mr. Precision и Denis Buckley основал чикагскую панк-группу 88 Fingers Louie. Группа существовала шесть лет. За этот период были записаны песни «Go Away», «Wanted», «Totin' 40’s & Fuckin' Shit Up», «Behind Bars», «88 Fingers Up Your Ass», «The Dom Years», «The Teacher Gets It», «Back On The Streets», «88 Fingers Louie/Kid Dynamite». В 1999 году между участниками группы возникли напряжённые отношения, и они решили распустить группу и разойтись.

### Rise Against (1999-наши дни)
Вскоре после разрыва с 88 Fingers Louie Принсипи встретился с будущим напарником и другом Тимом Макилротом на концерте группы Sick of It All. Джо попросил Тима спеть несколько песен и записал их. Именно тогда они решили создать группу. Позже они встретились с барабанщиком Тони Тинтари и основали группу Transistor Revolt (оригинальное название группы, позже изменённое на Rise Against). Гитаристом стал коллега по 88 Fingers Louie Мистер Прессижн. Позже состав группы неоднократно менялся.
В 2002-м М-ра Прессижн сменил Тодд Мони (Todd Mohney); его в 2004-м заменил Крис Чейс (Chris Chasse), которого, в свою очередь, в 2007-м сменил Зак Блэр.
Две своих первые записи – The Unraveling и Revolutions per Minute – Rise Against выпустили под логотипом Fat Wreck Chords; Siren Song of the Counter Culture, The Sufferer & the Witness, Appeal to Reason вышли под эгидой Geffen Records, а Endgame и The Black Market музыканты выпустили с помощью Interscope Records.

## Личная жизнь
Джо в настоящее время проживает в пригороде Чикаго со своей женой, Эланой (англ. Elana), их сыном, Micah, и дочерью Zoe. Он также заявил, что его любимой едой является пицца. На самом деле, участники группы подтвердили тот факт, что для Джо — есть пиццу каждый день — нормально. У него на теле даже есть татуировка 'Пицца'.
Джо – как и Блэр с Макилротом – является ярым стрэйт-эджером. Принсипи не просто воздерживается от употребления табака и наркотиков; он известен ещё и как активный веган. Джо не только не ест мясо – он является известным сторонником прав животных. Нередко на своих концертах Rise Against рекламируют PETA и их деятельность.
Своими кумирами Принсипи называет в первую очередь Descendents; Джо неоднократно отмечал, что именно эта группа оказала наибольшее влияние на его игру, и что подобными кумирами он может только гордиться. Особо хвалиться своей игрой Джо не любит; в общении с журналистами он демонстрирует невероятную скромность и столь же невероятную искренность. Коллеги по группе, в свою очередь, неоднократно отмечали огромный вклад Принсипи в успех Rise Against.

## Владение бас-гитарой
Изначально Джо играл только на басу; с определенного момента он решил попробовать и другие инструменты. Особо выделяться на фоне группы Принсипи не пытался. К выступлениям Джо относился довольно ответственно; для аппаратуры группы он заранее подготовил пять разных вариантов настройки – идеально подходящих для самых разных ситуаций. Основными его рабочими инструментами были медиатор и немного дисторшна. В целом Джо играл довольно предсказуемо; впрочем, иногда и его тянуло на эксперименты. Один из таких экспериментов можно услышать на The Good Left Undone.